# Chen Jiru

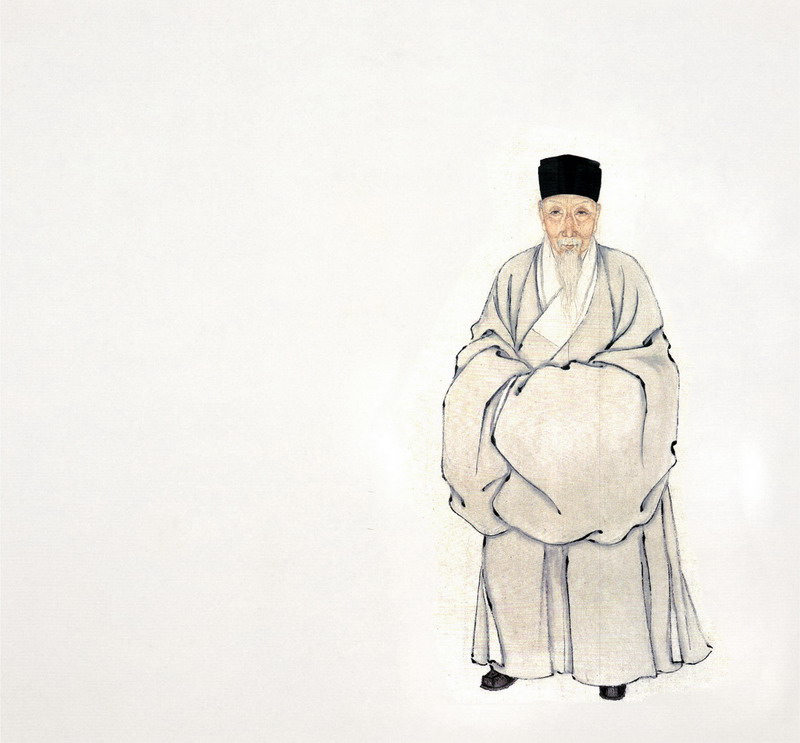
Chen Jiru (Songjiang-Bangyan-Porträts (松江邦彥畫像冊) in der Sammlung des Nanjing-Museums)

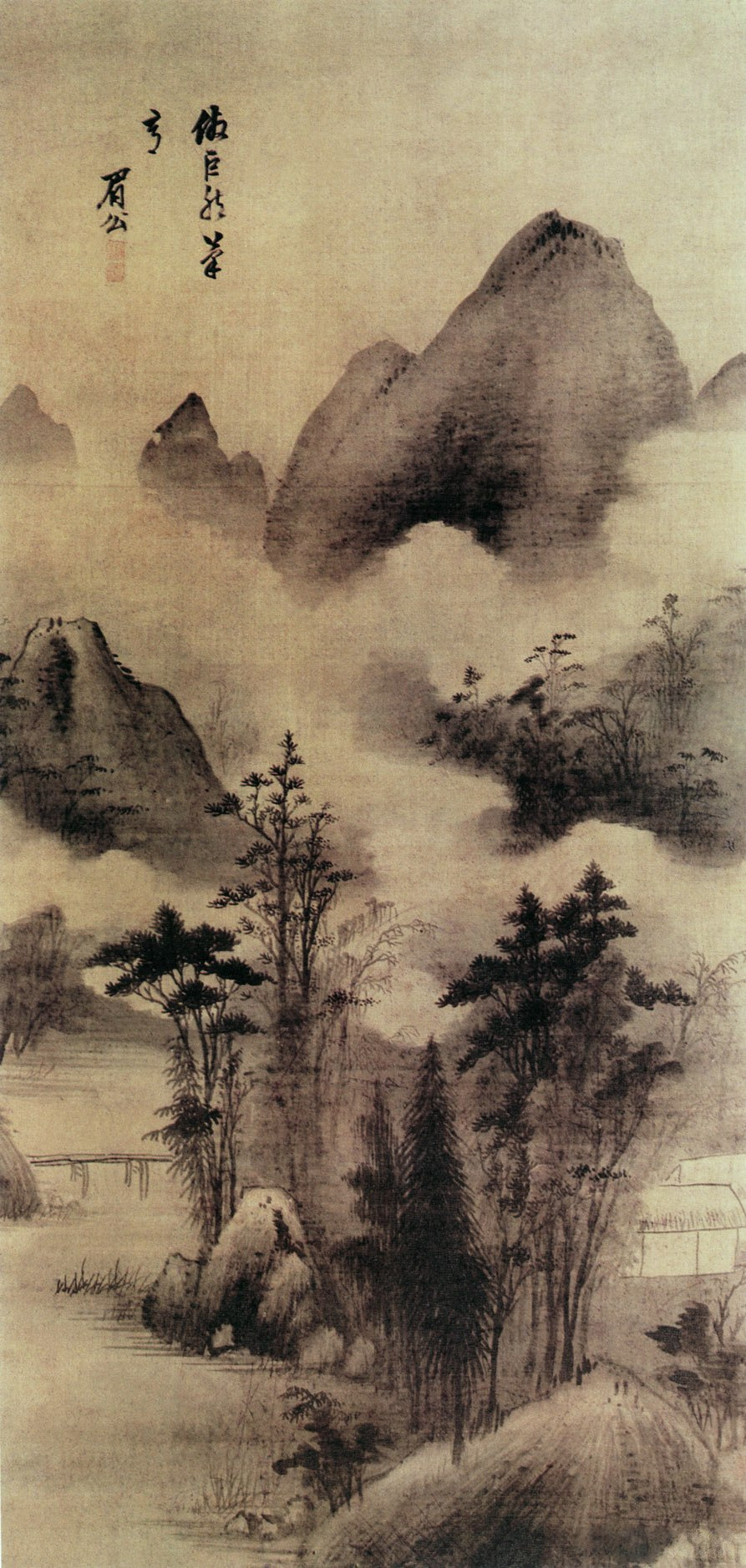
Chen Jiru: Yunshan-Gebirge (Provinzmuseum Liaoning)

Chen Jiru (chinesisch 陳繼儒 / 陈继儒, Pinyin Chén Jìru; 1558–1639), auch bekannt als Chen Meigong, war ein chinesischer Maler, Kalligraph, Schriftsteller und Dichter während der Ming-Dynastie. Er wurde 1558 in Huating 华亭, heute im Bezirk Songjiang (Shanghai), geboren und starb 1639. Er war auch Experte für Keramik im Zusammenhang mit Tee. Chen Jiru war ein Landschaftskünstler, der auch Stillleben, Pflaumenblüten und Bambus malte. In seiner Kalligraphie folgte er dem Stil von Su Shi (1037–1101) und Mi Fu (1051–1107) aus der Zeit der Song-Dynastie. Chen Jiru zählte mit Dong Qichang und Mo Shilong zu den herausragenden Figuren der Huating-Schule (华亭派 bzw. Songjiang-Schule 松江画派) der Malerei in der Ming-Dynastie. Das Werk Shitong 史通  des Liu Zhiji (661–721) aus der Zeit der Tang-Dynastie gab er in einer revidierten und kommentierten Ausgabe heraus (Shitong dingzhu 史通订注). Viele seiner Schriften erschienen in der Sammlung Baoyantang miji 宝颜堂秘笈.

## Schriften
HYDZD-Bibliographie 1908–1921
- Jianwen lu 见闻录  (Baoyantang miji 宝颜堂秘笈)
- Yanpu tanyu 偃曝谈余  (Baoyantang miji 宝颜堂秘笈)
- Xu Yanpu tanyu 续偃曝谈余  (Jigutang congkan 稽古堂丛刊)
- Zhen tan 枕谭  (Baoyantang miji 宝颜堂秘笈)
- Shu jiao 书蕉  (Baoyantang miji 宝颜堂秘笈)
- Biji 笔记 (Baoyantang miji 宝颜堂秘笈)
- Dushu jing 读书镜  (Baoyantang miji 宝颜堂秘笈)
- Mo shi yu 模世语  (Shuibian linxia 水边林下)
- Xiaochuang youji 小窗幽记  (Guoxue zhenben wenku diyiji 国学珍本文库第一集)
- Zhongju fa 种菊法  (Gujin wenyi congshu 古今文艺丛书)
- Hu hui 虎荟  (Baoyantang miji 宝颜堂秘笈)
- Zhenzhu chuan 珍珠船  (Baoyantang miji 宝颜堂秘笈)
- Xiang an du 香案牍  (Baoyantang miji 宝颜堂秘笈)
- Sheshan shihua 佘山诗话 (Xuehai leibian 学海类编)